# Greifvogelpark Katharinenberg

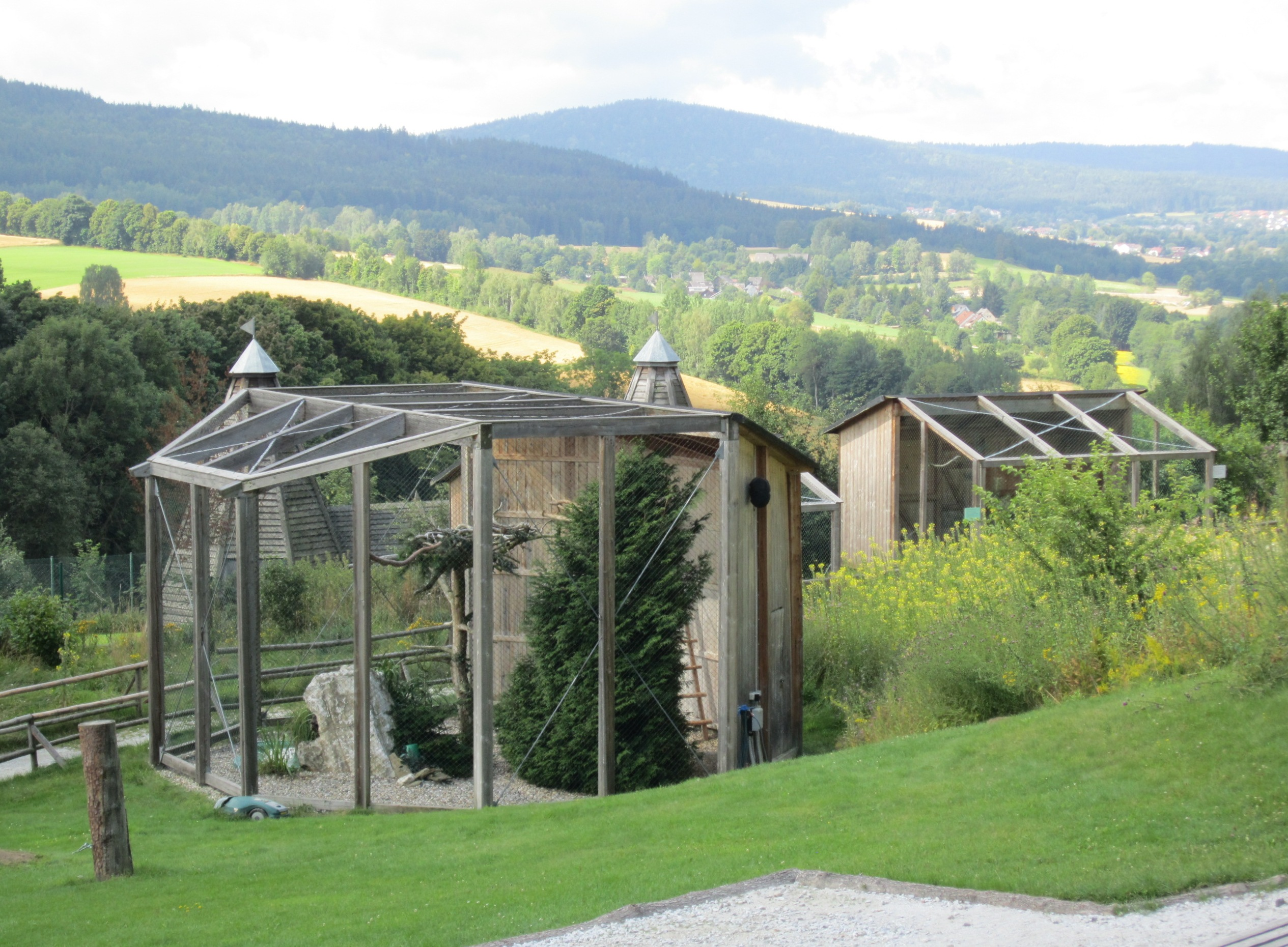
Gehege des Greifvogelparks

Der Greifvogelpark Katharinenberg als Teil des Bürgerparks Katharinenberg in Wunsiedel ist ein Vogelpark mit Falknerei und Flugvorführungen.
Ausgestellt sind Taggreifvögel, darunter verschiedene Arten von Falken und Bussarden, und Nachtgreifvögel, wie der Bartkauz oder die Schneeeule. Der Steinadler ist ebenso vertreten wie mehrere Geier. Flugvorführungen finden täglich außer Montags statt. Der Park wurde 2007 eröffnet.
Der Greifvogelpark ist in den Bürgerpark am Katharinenberg eingebettet, auch was die naturkundlichen Stationen betrifft. Dazu zählen ein Rotwildgehege und der Naturlehrpfad.

## Zwischenfälle
Am Nachmittag des 10. Februar 2016 drang ein 9 Kilogramm schwerer Fuchs in das Gehege des Parks ein und biss 7 der wertvollsten von über 50 dort gehaltenen Greifvögeln tot. Unter den Opfern war auch ein 6 Kilogramm schweres Adlerweibchen. Der Fuchs konnte tags darauf in einer Kastenfalle gefangen werden und wurde im benachbarten Tschechien wieder freigelassen. Um die weiterhin geplanten Flugshows beginnen zu können, werden von anderen Falknereien bereits trainierte Vögel ausgeliehen oder erworben.